# Instituto Nacional de Surdos-Mudos de Paris
Instituto Nacional de Jovens Surdos de Paris (originalmente Instituto Nacional de Surdos-Mudos de Paris), é o nome actual da escola mais famosa para Surdos, fundada por Charles-Michel de l'Épée em 1760, em Paris, França.
Depois da morte de Père Vanin, em 1759, l'Épée foi apresentado a duas jovens Surdas que precisavam de um tutor. A escola teve início em 1760 e pouco depois aberta ao público, tornando-se a primeira escola gratuita para Surdos. Originalmente situava-se numa casa na rua Moulins, n.º 14, em Saint-Roch, Paris. Em 29 de Julho de 1991, a legislação francesa aprovou que a escola se tornasse governamental, passando assim ao seu actual nome, no original, "Institution Nationale des Sourds-Muets à Paris."